# Fiat Idea
Fiat Idea é um automóvel da categoria minivan fabricada pela Fiat no Brasil e na Itália. Foi lançada em 2003 e apresentou diversas variantes em seus modelos durante sua produção.

## Descrição
Enquanto na Europa a plataforma da Idea é baseada na do Fiat Punto, da mesma forma que a Chevrolet Meriva se baseia no Chevrolet Corsa, a da Idea brasileira é uma plataforma desenvolvida pela Fiat de Betim, cujo investimento da 1ª versão foi de aproximadamente 500 milhões de reais feitos pela montadora para fabricar o carro no Brasil.

## Características
Uma das grandes inovações da Idea foi a utilização de vidros laminados nas portas, e um sensor de estacionamento, e o teto solar "Skydome" (opcional) que cobre 70% da capota. Na reestilização feita em Julho de 2010, a minivan ganhou lanternas de LED nos faróis e retrovisores. É um dos primeiros carros nacionais a oferecer esta tecnologia, pois na verdade o Chevrolet Vectra foi um dos primeiros em sua reestilização feita entre 2009 e 2010 os modelos "Elite" (como item de série) e o "Elegance" e "Expression" (como opcional).
Como pretendia conquistar 30% do total de vendas, a empresa italiana apostou no desenvolvimento da Idea no Brasil, com um projeto que consumiu aproximadamente 36 meses.
Eleito pela revista Autoesporte o Carro do Ano de 2006.
O design foi desenvolvido no Brasil pelo Centro Stilo Fiat para América Latina, e agora dá ao modelo linhas mais parecidas com o restante da gama da Fiat no Brasil.

## Comercialização
A Fiat Idea foi comercializada nas seguintes versões: Attractive 1.4 8V, Essence 1.6 16V, Essence Dualogic 1.6 16V, Sporting 1.8 16V e Sporting Dualogic 1.6 16V. E ainda conta com sua variante aventureira urbana, A Fiat Idea Adventure.

## Idea Adventure
Fiat Idea Adventure é um automóvel fabricado pela Fiat, sendo é a variante off-road da Fiat Idea. Ela foi baseada no conceito europeu Fiat Idea 5terre lançado pela Fiat no Salão de Genebra de 2004. Lançado no Brasil em 2006, em versão única com motor 1.8 8V, o modelo foi bem aceito pelo público.

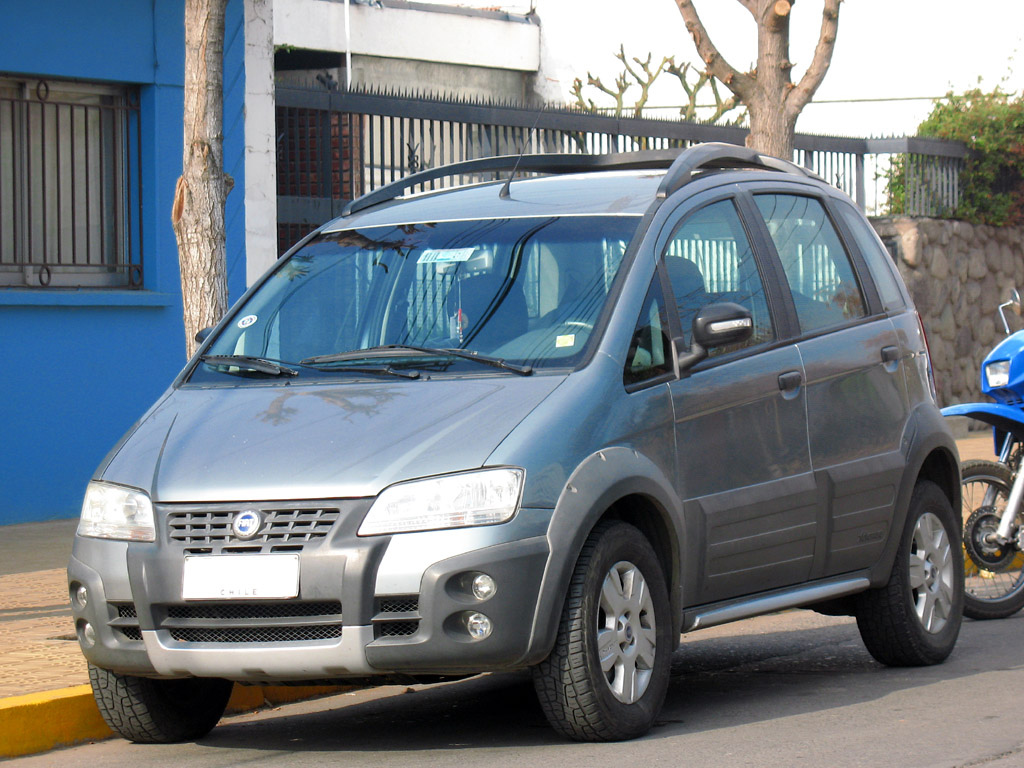
Fiat Idea Adventure

Em 2008, a Idea Adventure, recebeu a o bloqueio do diferencial sobre tração dianteira 4x2, o Locker. Permite a cada roda do veículo descrever percursos e rotações diferentes em uma curva. Quando uma das rodas perde a aderência, o acionamento do Locker promove o bloqueio eletromecânico do diferencial, fazendo com que as rodas dianteiras girem juntas à mesma velocidade, movendo o veículo com o apoio da roda com atrito. Comparativamente, no diferencial comum, ocorre o inverso: há a transferência de toda a velocidade para a roda sem aderência, impedindo o movimento do veículo. A ativação do sistema é feita manualmente, por meio de botão no console, e a sua desativação é automática. Para acionar o sistema o motorista tem de parar o carro e pisar no pedal de freio. Depois da superação do obstáculo, o Locker é desativado quando o veículo atingir 20 km/h).
Já em 2009, o modelo, recebeu a opção de câmbio automatizado, o Dualogic. Uma caixa de câmbio tradicional onde o comando manual foi substituído por um conjunto controlado por uma central eletrônica. É ela quem comanda a troca das marchas automaticamente, além de atuar como embreagem do mesmo modo. O motorista pode optar em dirigir o carro no automático ou no manual, o que é bem mais interessante. O proprietário pode escolher, ainda, em trocar as marchas como os pilotos da Fórmula 1, através das alavancas de seleção das marchas tipo borboleta, localizadas atrás do volante.
Em 2010, toda a gama Idea, recebeu uma reestilização. A Idea Adventure também foi reestilizada e recebeu um novo conjunto mecânico, o E.TorQ 1.8 16V e o sistema Locker passou a ser opcional. A Fiat Idea saiu de linha em 2016.